# Le Parisien
Le Parisien és un periòdic regional francès que es ven amb el títol Aujourd'hui ('Avui', en francès) a tot França i amb el nom Le Parisien (el parisenc, en francès) a París. Està escrit en francès, el seu format és el tabloide, és generalista i va ser fundat l'any 1944 sota el nom de Le Parisien Libéré ('El Parisenc Alliberat', en francès). Té el nom actual des de l'any 1986.
Els seus fundadors van ser Émilien Amaury i Claude Bellanger, membres de la resistència francesa contra a invasió alemanya feixista. El primer número va ser sobre l'alliberament francès de les mans alemanyes l'any 1944, que es va titular “La victòria de París està en marxa!”. El naixement del periòdic s'explica per la substitució del Petit Parisien, un altre periòdic francès que va ser censurat i obligat a tancar portes per haver continuat a publicar-se durant l'ocupació.